# Commonwealth Games 2014/Ringen
Bei den Commonwealth Games 2014 im schottischen Glasgow fanden im Ringen 14 Wettbewerbe statt, davon jeweils sieben für Männer und für Frauen.
Austragungsort war das Scottish Exhibition and Conference Centre.

## Männer Freistil

### Klasse bis 57 kg
| Platz | Land | Sportler           |
| ----- | ---- | ------------------ |
| 1     | IND  | Amit Kumar         |
| 2     | NGR  | Ebikewenimo Welson |
| 3     | PAK  | Azhar Hussain      |
|       | WAL  | Craig Pilling      |

Finale: 29. Juli 2014, 16:30 Uhr

### Klasse bis 61 kg
| Platz | Land | Sportler       |
| ----- | ---- | -------------- |
| 1     | CAN  | David Tremblay |
| 2     | IND  | Bajrang Kumar  |
| 3     | SCO  | Viorel Etko    |
|       | NGR  | Amas Daniel    |

Finale: 30. Juli 2014, 16:30 Uhr

### Klasse bis 65 kg
| Platz | Land | Sportler         |
| ----- | ---- | ---------------- |
| 1     | IND  | Yogeshwar Dutt   |
| 2     | CAN  | Jevon Balfour    |
| 3     | SCO  | Alex Gladkov     |
|       | NGR  | Sampson Clarkson |

Finale: 31. Juli 2014, 16:30 Uhr

### Klasse bis 74 kg
| Platz | Land | Sportler     |
| ----- | ---- | ------------ |
| 1     | IND  | Sushil Kumar |
| 2     | PAK  | Qamar Abbas  |
| 3     | ENG  | Mike Grundy  |
|       | NGR  | Melvin Bibo  |

Finale: 29. Juli 2014, 16:30 Uhr

### Klasse bis 86 kg
| Platz | Land | Sportler          |
| ----- | ---- | ----------------- |
| 1     | CAN  | Tamerlan Tagziev  |
| 2     | NGR  | Andrew Adibo Dick |
| 3     | ZAF  | Armando Hietbrink |
|       | IND  | Pawan Kumar       |

Finale: 31. Juli 2014, 16:30 Uhr

### Klasse bis 97 kg
| Platz | Land | Sportler         |
| ----- | ---- | ---------------- |
| 1     | CAN  | Arjun Gill       |
| 2     | IND  | Satyawart Kadian |
| 3     | NZL  | Sam Belkin       |
|       | ENG  | Leon Rattigan    |

Finale: 30. Juli 2014, 16:30 Uhr

### Klasse bis 125 kg
| Platz | Land | Sportler      |
| ----- | ---- | ------------- |
| 1     | CAN  | Korey Jarvis  |
| 2     | IND  | Rajeev Tomar  |
| 3     | ENG  | Chinu Singh   |
|       | NGR  | Sinvie Boltic |

Finale: 29. Juli 2014, 16:30 Uhr

## Frauen Freistil

### Klasse bis 48 kg
| Platz | Land | Sportlerin     |
| ----- | ---- | -------------- |
| 1     | IND  | Vinesh Phogat  |
| 2     | ENG  | Yana Rattigan  |
| 3     | CAN  | Jasmine Mian   |
|       | ZAF  | Rebecca Muambo |

Finale: 29. Juli 2014, 16:30 Uhr

### Klasse bis 53 kg
| Platz | Land | Sportlerin         |
| ----- | ---- | ------------------ |
| 1     | NGR  | Odunayo Adekuoroye |
| 2     | IND  | Lalita Sehrawat    |
| 3     | CAN  | Jill Gallays       |
|       | ZAF  | Mpho Madi          |

Finale: 30. Juli 2014, 16:30 Uhr

### Klasse bis 55 kg
| Platz | Land | Sportlerin           |
| ----- | ---- | -------------------- |
| 1     | IND  | Babita Kumari        |
| 2     | CAN  | Brittanee Laverdure  |
| 3     | NGR  | Ifeoma Christi Nwoye |
|       | ENG  | Louisa Porogovska    |

Finale: 31. Juli 2014, 16:30 Uhr

### Klasse bis 58 kg
| Platz | Land | Sportlerin     |
| ----- | ---- | -------------- |
| 1     | NGR  | Aminat Adeniyi |
| 2     | IND  | Sakshi Malik   |
| 3     | CAN  | Braxton Stone  |
|       | NZL  | Tayla Ford     |

Finale: 30. Juli 2014, 16:30 Uhr

### Klasse bis 63 kg
| Platz | Land | Sportlerin             |
| ----- | ---- | ---------------------- |
| 1     | CAN  | Danielle Lappage       |
| 2     | IND  | Geetika Jakhar         |
| 3     | NGR  | Blessing Oborududu     |
|       | CMR  | Blandine Metala Epanga |

Finale: 31. Juli 2014, 16:30 Uhr

### Klasse bis 69 kg
| Platz | Land | Sportlerin    |
| ----- | ---- | ------------- |
| 1     | CAN  | Dorothy Yeats |
| 2     | CMR  | Angele Tomo   |
|       | NGR  | Hannah Rueben |
|       | IND  | Navjot Kaur   |

Finale: 30. Juli 2014, 16:30 Uhr

### Klasse bis 75 kg
| Platz | Land | Sportlerin         |
| ----- | ---- | ------------------ |
| 1     | CAN  | Erica Wiebe        |
| 2     | CMR  | Laure Ali Annabel  |
| 3     | NGR  | Blessing Onyebuchi |

Finale: 29. Juli 2014, 16:30 Uhr

## Medaillenspiegel
| Platz | Land       | Gold | Silber | Bronze | Gesamt |
| ----- | ---------- | ---- | ------ | ------ | ------ |
| 1     | Kanada     | 7    | 2      | 3      | 12     |
| 2     | Indien     | 5    | 6      | 2      | 13     |
| 3     | Nigeria    | 2    | 2      | 8      | 12     |
| 4     | Kamerun    | -    | 2      | 2      | 4      |
| 5     | England    | -    | 1      | 4      | 5      |
| 6     | Pakistan   | -    | 1      | 1      | 2      |
| 7     | Neuseeland | -    | -      | 2      | 2      |
|       | Schottland | -    | -      | 2      | 2      |
|       | Südafrika  | -    | -      | 2      | 2      |
| 10    | Wales      | -    | -      | 1      | 1      |